# Grainville-sur-Odon
Grainville-sur-Odon ist eine französische Gemeinde im Département Calvados in der Region Normandie. Sie gehört zum Arrondissement Caen und zum Kanton Évrecy. Die Gemeinde hat 1.078 Einwohner (Stand: 1. Januar 2022), die Grainvillais genannt werden.

## Geografie
Grainville-sur-Odon liegt etwa 13 Kilometer westsüdwestlich von Caen am Fluss Odon, der die südliche bzw. südöstliche Gemeindegrenze bildet. Umgeben wird Grainville-sur-Odon von den Nachbargemeinden Thue et Mue im Norden, Mondrainville im Osten, Gavrus im Südosten, Val d’Arry im Süden und Südwesten, Noyers-Bocage im Südwesten und Westen sowie Tessel im Westen und Nordwesten.
Durch die Gemeinde führt die Autoroute A84.

## Bevölkerungsentwicklung
| Jahr                              | 1962 | 1968 | 1975 | 1982 | 1990 | 1999 | 2006 | 2013 | 2019 |
| Einwohner                         | 229  | 226  | 281  | 674  | 779  | 967  | 998  | 928  | 1045 |
| Quellen: Cassini, EHESS und INSEE |      |      |      |      |      |      |      |      |      |

## Sehenswürdigkeiten
- Kirche Saint-Pierre aus dem 13./14. Jahrhundert, Monument historique seit 1910[2]
- Schloss Belval (auch Schloss Belleval) aus dem 17./18. Jahrhundert

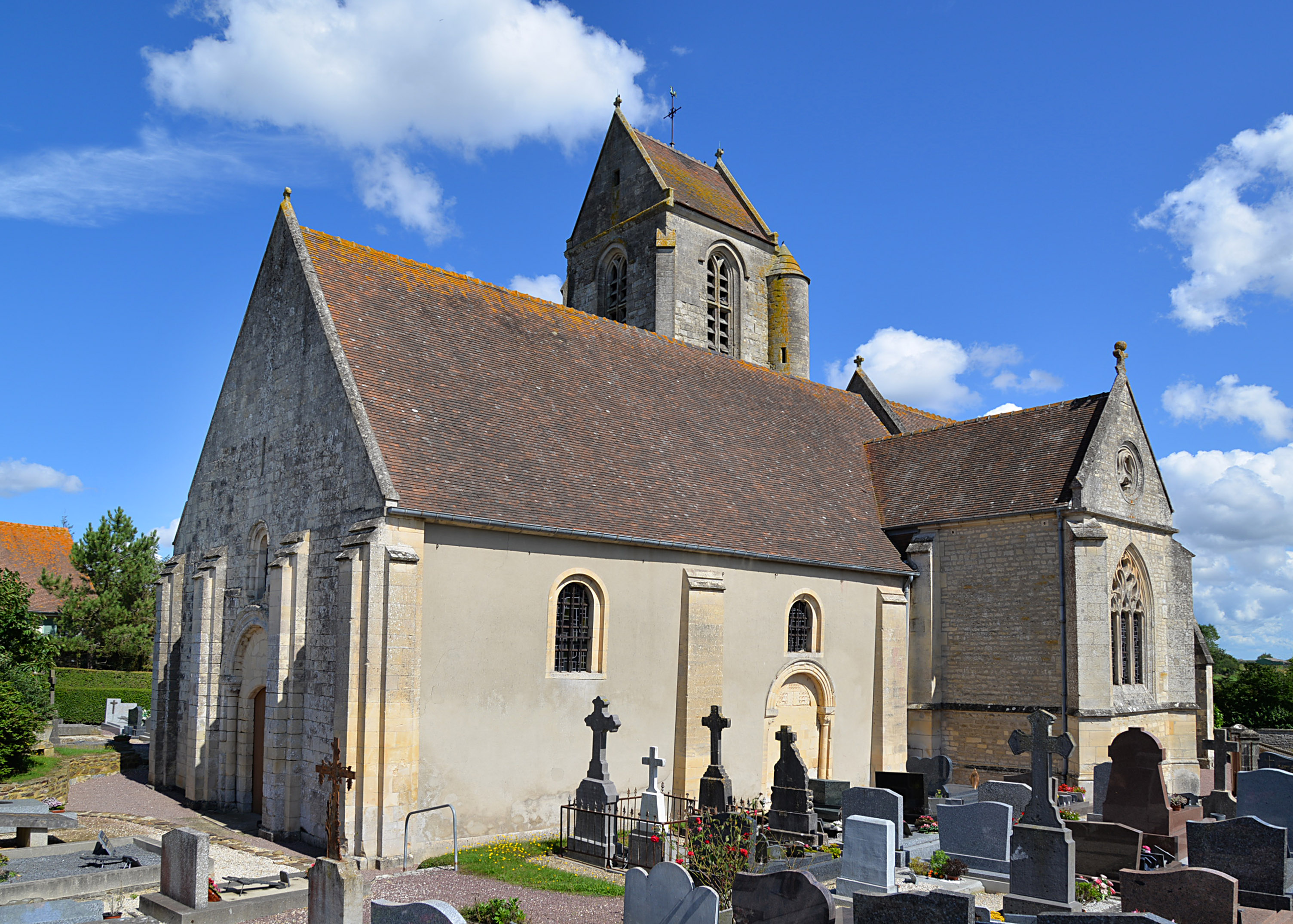
Kirche Saint-Pierre

## Gemeindepartnerschaft
Mit der deutschen Gemeinde Unterpleichfeld in Unterfranken (Bayern) besteht seit 1993 eine Partnerschaft.